# Boris Jefimov
Boris Jefimovitsj Jefimov (Russisch: Борис Ефимович Ефимов), geboren als Boris Haimovitsj Fridlyand (Friedland) (Kiev, 11 oktober [O.S. 28 september] 1900 – Moskou, 1 oktober 2008), was een Sovjet-Russisch striptekenaar gespecialiseerd in strips met een politiek of propagandistisch karakter. Hij is vooral bekend door zijn karikaturen van Adolf Hitler en andere nazi's voor en tijdens de Tweede Wereldoorlog. Een van Jefimovs meest memorabele tekeningen is die van een droevig kijkende Adolf Hitler, en het verhaal gaat dat Hitler van plan was om Jefimov te laten executeren als de nazi's Moskou zouden veroverd hebben. Zijn werk werd gepubliceerd in het revolutionair socialistisch dagblad Izvestia. Gedurende zijn loopbaan maakte hij ruim 70.000 tekeningen.

## Jeugd
Hij was de tweede zoon van een Joods schoenmaker. Kort na zijn geboorte verhuisde het gezin naar Białystok, alwaar hij opgroeide samen met zijn oudere broer, Michail Koltsjov. Gedurende de Eerste Wereldoorlog sloeg het gezin op de vlucht terug naar Kiev voor de naderende Duitse troepen; aldaar begon hij zijn studie Rechten. Gedurende de oorlog begon hij zijn emoties uit te drukken in karikaturen van politici. De eerste van deze spotprenten werd gepubliceerd in 1919 en circuleerde in het Kievse Rode Leger.

## Carrière
Jefimov ontwierp van 1920 tot 1921 posters en brochures voor de communistische organisatie 'Agitprop' (samentrekking van agitatie en propaganda), waarna hij naar Moskou verhuisde, om aldaar te kunnen gaan werken voor Pravda als politiek striptekenaar. Zijn broer, Michail, had deze betrekking geregeld als redacteur van Pravda. Door zijn artistieke talent trad hij meer en meer op de voorgrond en zijn werk verscheen in bladen als Izvestia, Krokodil en Ogonjok, waarvan het laatste werd opgericht door zijn broer. In 1924 werd zijn eerste boek gepubliceerd, getiteld Политические карикатуры 'polititsjeskíje karikatoery' (Russisch voor politieke karikaturen), met het voorwoord verzorgd door Leon Trotski, wat erg riskant was gezien Stalins antipathie voor laatstgenoemde. Joeri Steklov, de uitgever van het boek, betaalde hiervoor met zijn leven omdat hij had geweigerd om de woorden van Trotski eruit te verwijderen. Eind jaren '20 wist Jefimov Stalins toorn van zich af te houden door Trotski af te schilderen als een verrader en een fascist, dit ondanks hun vriendschap.
Na de Tweede Wereldoorlog reisde hij naar Neurenberg om aldaar de beklaagden verantwoordelijk voor de Holocaust te karikaturiseren. Eveneens had hij orders gekregen om de draak te steken met de westerse mogendheden, juist op het ogenblik dat de onenigheid tussen de Sovjet-Unie en het Westen zou uitdraaien op de Koude Oorlog. Hierna werd hij hoofdredacteur van het blad Agitprop en werkte hij samen met Pravda tot aan de jaren 80.

## Latere leven
Hij ontving verscheidene staatsonderscheidingen van de RSFSR, waaronder onder andere de Stalinprijs in 1950 en 1951, en hij werd in 1967 eveneens tot volksschilder van diezelfde RSFSR benoemd.
Op zijn 100e verjaardag publiceerde hij zijn autobiografie onder de naam Мой век 'moj vek' (Russisch voor mijn eeuw) en hij vestigde zich opnieuw in Moskou.
Jefimov voelde zich later wel ongemakkelijk over zijn dienstbaarheid aan Stalin, maar toch was hij trots op zijn rol in de geschiedenis van zijn land. "Tot op zekere hoogte waren tekeningen wapens", zei hij in 2002 tegen het persbureau AP.
In een interview dat werd gehouden voor de Russische televisie in 2005 gaf Jefimov toe dat hij zijn ware naam heeft veranderd om zo zijn joodse afkomst te verdoezelen.
Op 28 september 2007, zijn 107e verjaardag, werd hij aangesteld als chef tekenaar van de Izvestia. Vladimir Mamontov, hoofdredacteur van Izvestia, zei te geloven dat een groot deel van het werk van Jefimov nooit in de vergetelheid zou raken. Jefimov was nog altijd aan het werk in 2008: hij schreef vooral memoires en tekende vriendelijke strips. Maar hij was eveneens nog actief in het openbare leven. Zo verscheen hij nog frequent op herdenkingen, vieringen, soirees en demonstraties.
Boris Jefimov stierf op 1 oktober 2008, drie dagen na zijn 108e verjaardag.